# Burg Aremberg

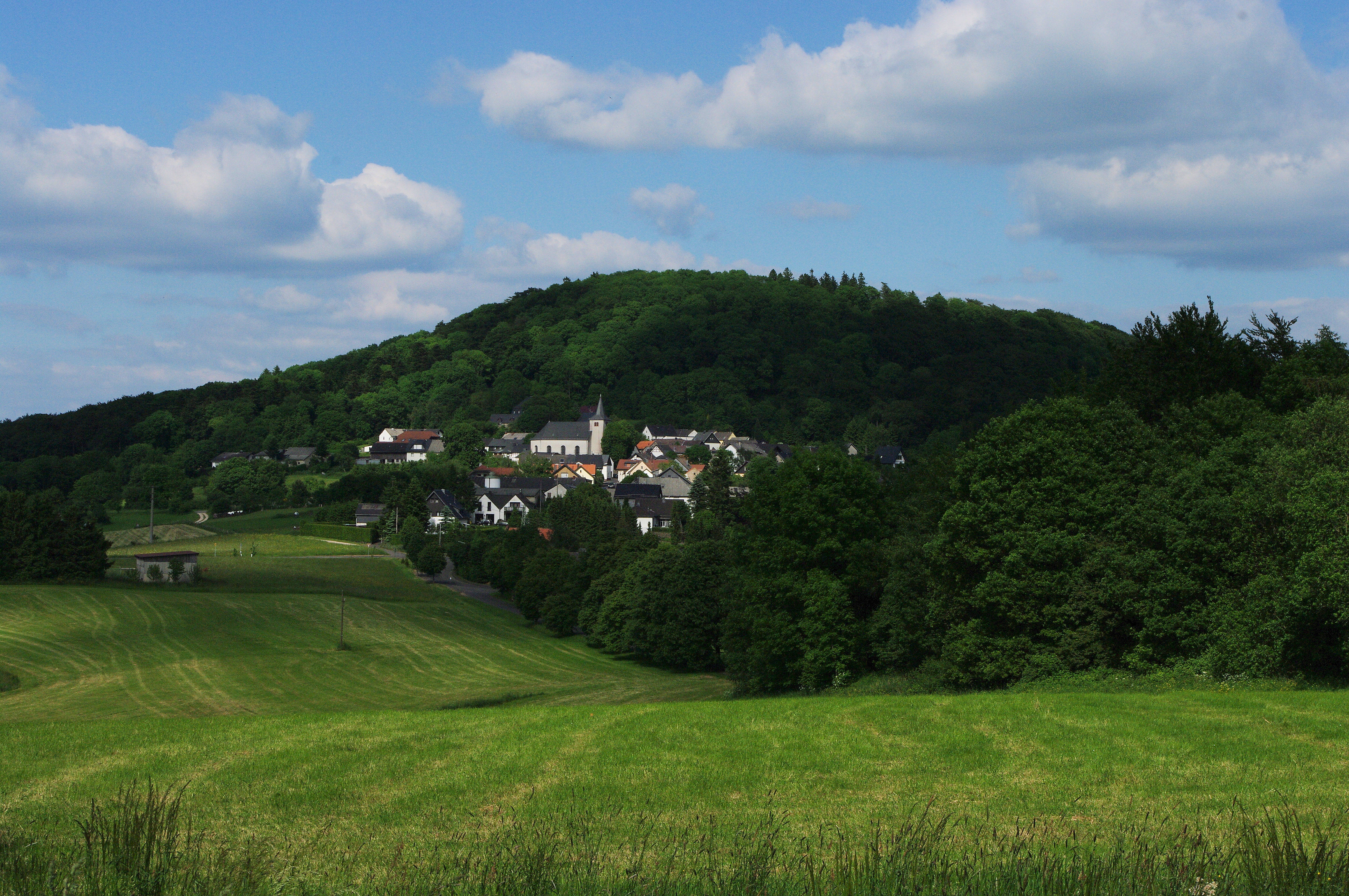
Blick vom Sportplatz eines Schullandheimes nach Nordosten zum Berg Aremberg mit dem Dorf Aremberg

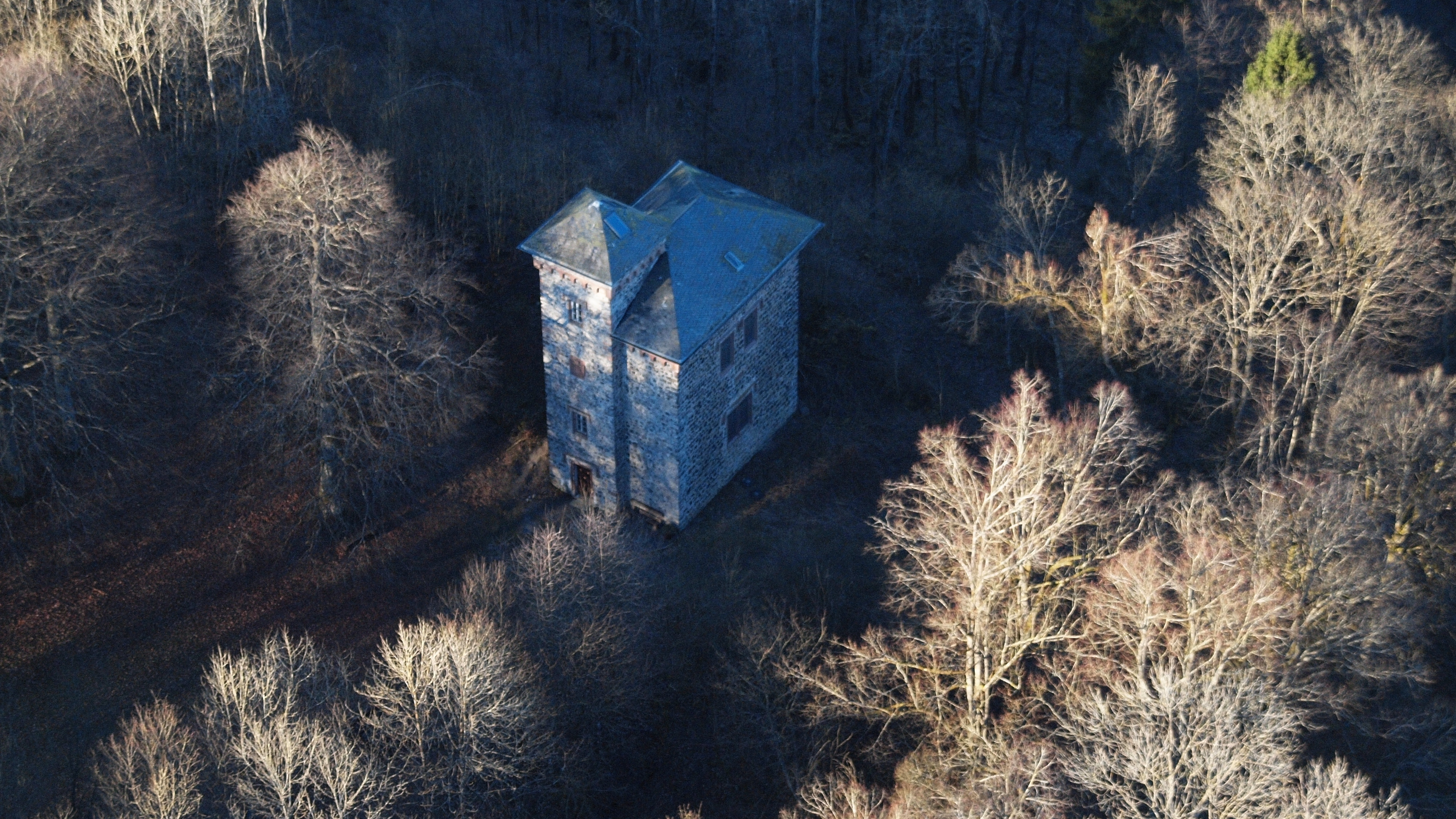
Aussichtsturm (Luftaufnahme; 2014)

Die Burg Aremberg bei Aremberg im rheinland-pfälzischen Landkreis Ahrweiler ist die Ruine einer mittelalterlichen Höhenburg auf dem Aremberg im Ahrgebirge (Eifel).

## Geographische Lage
Die Ruine liegt auf dem dicht bewaldeten Aremberg (623,8 m ü. NHN), einem der größten tertiären Vulkane der Eifel, im Gebiet der Ortsgemeinde Aremberg. Das Dorf selbst befindet sich am Westhang des Berges, unterhalb der Bergkuppe.

## Burganlage
1166 wird sie zum ersten Mal erwähnt, damals noch unter dem Namen „Arberg“. Im 12. Jahrhundert wurde auf dem Berg eine Burg errichtet, da diese Lage strategisch günstig war.
Die Burg Aremberg war Mittelpunkt der gleichnamigen reichsunmittelbaren Herrschaft Arenberg, deren Familie heute noch in Belgien und Südamerika blüht und ein großes Vermögen besitzt. Obschon die Herrschaft flächenmäßig sehr klein war, verstanden es zahlreiche Familienmitglieder, großen Einfluss am Wiener Hof auszuüben, sodass die Familie von Grafen zu Fürsten bis schließlich zu Herzögen aufstieg. Die heute erhaltenen (spärlichen) Reste der Burg zeugen kaum noch von diesem Glanz.
Ab 1564 wurde die Burg durch den Jülicher Festungsbaumeister (vermutlich Johann I.) von Pasqualini grundlegend erneuert und ausgebaut. 1642 erfolgte eine Belagerung durch hessische Truppen unter Generalmajor Rosen. Die Einnahme der Fortifikation konnte durch den Entsatz von spanischen Truppen unter Graf Ernst von Isenburg verhindert werden.
Als treuer Parteigänger des habsburgischen Kaisers gelang den Arenbergern eine kontinuierliche Standeserhöhung vom Reichsgrafen (1549) bis zur souveränen Herzogenwürde (1644). In diesem Zusammenhang ist auch der neuzeitliche Festungsbau auf dem Aremberg zu sehen. Initiiert, entworfen (1642/3) und geleitet wurde dieser Ausbau durch den kapuzinischen Pater Karl oder Charles (Anton von Arenberg, 1593–1669), einem Onkel des ersten Herzogs. Pater Karl war fabricien (Baumeister) der flämischen Ordensprovinz, wo er die Kapuzinerklöster von Tervuren und Brüssel errichtete. 1660 übernahm Pater Mansuet aus Neufchâteau die Bauleitung, der durch den Leutnant Billaut unterstützt wurde. 1674 gilt der Festungsbau als abgeschlossen.
Der Herzog entließ im Jahre 1679 nach dem Frieden von Nijmegen seine Garnisonstruppen, was sich als fatal erwies. Drei Jahre später wurde die Burg, nun nahezu schutzlos, von französischen Truppen unter Jehannot de Bartillat eingenommen. Hierbei erbeutete man unter anderem 46 Eisengeschütze, rund 10.000 Pfund Pulver, über 3300 Eisenkugeln, etwa 4000 Granaten und 306 Musketen. Vauban inspizierte die Festung und kam zu dem vernichtenden Urteil, dass es für den französischen König keinen Grund gäbe, hier eine Festung zu haben. Dennoch verfolgten die Franzosen einen Ausbau der Festung als Stützpunkt für 2–3000 Soldaten. Doch kam es zu einem folgenschweren Unglück, als eine falsch angelegte Sprengung den Wasserhaushalt des Arembergs stark veränderte. Dadurch versiegten alle Brunnen der Burg. Daher verließen die Besatzer bereits nach einem Jahr diesen Standort wieder. Die Festung selbst machten sie durch groß angelegte Sprengungen unbrauchbar.

## Schloss
Um 1720 wird die Anlage von den Herzögen neu errichtet und zum Schloss umgebaut. Am 13. Oktober 1794 kam der nächste Rückschlag. Als Vorbote der französischen Revolutionstruppen forderte ein französischer Soldat die Einquartierung seines Generals, eines Kommissars und mehrerer Offiziere im Schloss. Daraufhin räumte die herzogliche Familie das Anwesen und siedelte in die Niederlande um. Im Jahre 1803 schließlich kaufte Jean Gaspard Villmart das „Schloß auf dem Aremberg“ und ließ es 1809 abbrechen. Aus allen Bauperioden sind Reste erhalten, so der Burggraben mit Mauer, Bastionen der Festung sowie zwölf Linden aus dem ehemaligen Schlossgarten.

## Aussichtsturm
Gottfried Kinkel besichtigte einige Jahre nach dem Abriss das Ruinenfeld und dieser Anblick sowie die bittere Armut der Aremberger Bevölkerung erfüllten ihn mit Schmerz, denn aus der einst blühenden Ortschaft war ein armseliges Dorf geworden. Darüber berichtete er später in seinem Buch Die Ahr (1846). 1854 wurde auf dem einstigen Burggelände ein etwa 17 m hoher Aussichtsturm errichtet, der nahe einer 623 m hohen Bergstelle steht und aus Steinen der einstigen Burganlage besteht. Als Aussichtsturm kann er auf Grund des Baumwuchses bereits seit Jahrzehnten nicht mehr genutzt werden. Ebenso besteht das früher darin befindliche Museum nicht mehr. Der Turm ist heute verschlossen.